# ジョン・ロードン (初代モイラ伯爵)
初代モイラ伯爵ジョン・ロードン（英語: John Rawdon, 1st Earl of Moira FRS、1720年3月17日 – 1793年6月20日）は、アイルランド王国の貴族。

## 生涯
第3代準男爵サー・ジョン・ロードンとドロシー・レヴィング（Dorothy Levinge、初代準男爵サー・リチャード・レヴィングの娘）の息子として、1720年3月17日に生まれた。1724年2月1日、父から準男爵位を継承した。ダブリン大学トリニティ・カレッジで教育を受け、1753年にLL.D.の学位を修得した。また、1744年4月12日に王立協会フェローに選出された。
1750年4月9日、アイルランド貴族であるダウン県におけるモイラのロードン男爵に叙され、翌日にロードン男爵としてアイルランド貴族院議員に就任した。1762年1月30日に同じくアイルランド貴族であるモイラ伯爵に叙され、2月9日にモイラ伯爵としてアイルランド貴族院議員に就任した。
1793年6月20日にダウン県モイラで死去、3人目の妻との間の息子フランシスが爵位を継承した。

## 家族
1741年11月10日、ヘレナ・パーシヴァル（Helena Perceval、1718年2月14日 – 1746年6月11日、初代エグモント伯爵ジョン・パーシヴァルの娘）と結婚、2女をもうけた。
- キャサリン - 1764年4月30日、ジョセフ・ヘンリー（Joseph Henry）と結婚
- ヘレナ（1744年3月27日 – 1792年6月3日） - 1769年6月3日、初代マウント・ケッシェル伯爵スティーブン・ムーアと結婚、子供あり

1746年12月23日、アン・ヒル（Anne Hill、1751年8月1日没、初代ヒルズバラ子爵トレヴァー・ヒルの娘）と再婚した。
1752年2月26日、エリザベス・ヘイスティングズ（1731年 – 1808年、第9代ハンティンドン伯爵セオフィラス・ヘイスティングズの娘）と再婚、3男3女をもうけた。エリザベスは1789年10月2日に兄フランシスの死に伴いヘイスティングズ女男爵位、ハンガーフォード女男爵位、バットリー女男爵位を継承した。
- アン・エリザベス（1753年5月16日 – 1813年1月8日） - 1788年2月15日、初代アイルズベリー伯爵トマス・ブルーデネル＝ブルースと結婚
- フランシス（1754年 – 1826年） - 初代ロードン男爵、第2代モイラ伯爵、初代ヘイスティングズ侯爵、第14代ヘイスティングズ男爵、第17代ハンガーフォード男爵、第17代バットリー男爵
- ジョン・セオフィラス（1756年11月19日 – 1808年） - 1792年、フランシス・スティーブンソン（Frances Stephenson、1795年没、ジョセフ・ウィリアム・ホール・スティーブンソンの娘）と結婚、1女エリザベス・アン（英語版）をもうけた
- セリナ・フランシス（1759年4月9日 – 1827年5月） - 1779年5月10日、第6代グラナード伯爵ジョージ・フォーブズ（英語版）と結婚、子供あり
- ジョージ（1761年1月9日 – ?）
- シャーロット・アデレード・コンスタンシア（Charlotte Adelaide Constantia、1769年 – 1834年） - 1814年、ハミルトン・フィッツジェラルド（Hamilton FitzGerald）と結婚